# 하파에우 조제 보티
하파에우 조제 보티 자카리아스 세나(Raphael Jose Botti Zacarias Sena, 1981년 2월 23일 ~ )는 흔히 보티라는 이름으로 알려져 있는 브라질의 전 축구 선수로, K리그 등록명은 보띠이다.
그는 2001년 브라질 세리에 A의 바스쿠 다 가마 소속으로 데뷔했으며 2002년 K리그의 전북 현대 모터스로 임대 이적하였다. 2006년에는 전북 현대 모터스의 AFC 챔피언스리그 우승에 공헌했고 FIFA 클럽 월드컵에 출전하기도 했다. 그 후 2007년 J리그의 비셀 고베로 임대 이적했으며 2009년 비셀 고베로 완전 이적했다.